# El Tejar (Chiriquí)
El Tejar es un corregimiento del distrito de Alanje en la provincia de Chiriquí, República de Panamá. La localidad tiene 1.961 habitantes (2010).